# Andreas Voßkuhle
Andreas Voßkuhle est un juriste allemand né le 21 décembre 1963 à Detmold (Rhénanie-du-Nord-Westphalie). Il est juge au Tribunal constitutionnel fédéral d'Allemagne entre 2008 et 2020. Il en occupe la vice-présidence de 2008 à 2010, puis la présidence jusqu'en 2020.

## Biographie

### Formation
Il commence ses études supérieures de droit en 1983, à l'université Louis-et-Maximilien de Munich. Il obtient son premier diplôme juridique d'État en 1989, reçoit un doctorat en 1992, puis passe avec succès son second diplôme juridique en 1993.

### Début de carrière
Après avoir été associé de recherche à la chaire de droit public, droit de l'administration économique et droit de l'environnement de l'université d'Augsbourg entre 1992 et 1994, il est recruté en 1995 comme conseiller au sein du ministère régional de l'Intérieur de Bavière.

### Universitaire
Il obtient en 1998 son habilitation à diriger des recherches et devient un an plus tard professeur des universités à l'université Albert Ludwig de Fribourg. Il est désigné doyen de la faculté de droit en 2004, pour une durée de deux ans. Il refuse en 2004 un poste à l'université de Hambourg.
Élu en 2006 membre du conseil d'administration universitaire, il est désigné un an plus tard membre de la section des sciences sociales de l'académie des sciences de Berlin-Brandebourg et recteur de l'université Albert Ludwig de Fribourg.

### Juge au Tribunal constitutionnel allemand
Il est élu à la Tribunal constitutionnel fédéral le 25 avril 2008 par le Conseil fédéral sur proposition du Parti social-démocrate (SPD), qui avait initialement proposé Horst Dreier, refusé par l'Union chrétienne-démocrate (CDU). Il est officiellement nommé par le président fédéral Horst Köhler le 7 mai suivant, prenant aussitôt la présidence du deuxième sénat et la vice-présidence de l'institution.
Le 16 mars 2010, onze jours après son élection, Andreas Voßkuhle devient le neuvième président du Tribunal constitutionnel fédéral depuis 1949. Âgé de 46 ans au moment de son entrée en fonction, il est le plus jeune président de l'histoire de la cour de Karlsruhe.
Après avoir rendu, le 5 mai 2020, un arrêt du Triubnal contestant la constitutionnalité de la politique de rachats de titres de dettes publiques menées par la BCE, il quitte l'institution le 22 juin suivant au terme de son mandat de douze ans, remplacé par la juge Astrid Wallrabenstein.